# Майо, Джонатан
Джонатан Киплимо Майо — кенийский легкоатлет, бегун на длинные дистанции. Серебряный призёр чемпионата Африки 2012 года в беге на 5000 метров.
Дебютировал в марафоне в 2009 году, выступив на Роттердамском марафоне. На котором он занял 11-е место с результатом 2:12.45. Дубайском марафоне 2012 года занял 4-е место с личным рекордом — 2:04.56. Серебряный призёр Роттердамского полумарафона 2009 года, а в 2007 году на этом же полумарафоне занял 5-е место. В 2010 году занял 11-е место на Роттердамском марафоне. Серебряный призёр полумарафона CPC Loop Den Haag 2012 года. Занял 7-е место на Берлинском марафоне 2012 года.

## Сезон 2014 года
14 июня выиграл полумарафон Зволле. 12 октября занял 2-е место на Эйндховенском марафоне — 2:06.47. 23 ноября занял 8-е место на полумарафоне в Дели — 59.28

## Сезон 2015 года
13 февраля занял 3-е место на Рас-эль-Хаймском полумарафоне с результатом 1:00.08.